# Euphrasia ajanensis
Euphrasia ajanensis là loài thực vật có hoa thuộc họ Cỏ chổi. Loài này được Vorosch. mô tả khoa học đầu tiên năm 1972.